# 符令奇
符令奇（704年—782年），唐朝官员，沂州临沂县（今山东省临沂市）人。
符令奇原是卢龙军裨将。幽州军乱，符令奇带着儿子符璘投奔昭义，昭义节度使薛嵩任命他为军副。薛嵩去世后，魏博节度使田承嗣占据其地，以符令奇为右职。田悦抗命朝廷，马燧、李抱真、李芃率军在洹水之战击败田悦，符令奇暗中对符璘说：“吾经历世事很多。自安禄山、史思明造反，后代灭绝没有遗类。我看田氏覆亡没有几天了，怎能苟且旦夕，被索拿京师，宗族屠灭？你能效忠朝廷，为唐忠朝臣，我也可以名扬后世。”符璘泣着说：“田悦是狠人，近祸可畏。”符令奇回答：“今王师四面包围，我们是案板上的肉。儿子现在走出这一步，我死不朽；不走，我也死。尸叠逆地怎么样？”符璘哭泣不能对答。马燧等进屯魏州（治今河北省大名县北）。田悦与李纳会师濮阳（今河南省濮阳市西南），请助兵，李纳分麾下数千人给田悦。李纳被朝廷的河南诸军所逼，从濮阳逃到濮州（治今山东省鄄城县北），向田悦征兵，田悦派遣符璘率三百骑兵护送。符璘与父咬破手臂绝别，兄弟三人同降马燧。田悦大怒，抓住符令奇，符令奇大呼慢骂：“你忘义背主，死在旦夕。我教子忠顺，杀身有何悔？都是死，我比你强多了！”田悦大怒奋起。符令奇临刑，颜色不变，时年七十九岁，夷灭其家。
马燧署符璘为军副，诏拜特进，封义阳郡王。听说父亲遇害，号绝泣血，马燧上表申明其冤，加检校左散骑常侍，赐晋阳第一区、祁田五十顷，赠符令奇户部尚书。